# Adamek
Adamek – wieś w Polsce, położona w województwie świętokrzyskim, w powiecie koneckim, w gminie Stąporków.
W latach 1975–1998 wieś administracyjnie należała do województwa kieleckiego.
Wieś leżąca w powiecie chęcińskim województwa sandomierskiego należała w XVI wieku do Tarłów. 
Przez wieś przechodzi  zielony szlak rowerowy z Sielpii Wielkiej do Błotnicy.
Wierni kościoła rzymskokatolickiego należą do parafii św. Barbary w Krasnej.